# Sikh (Schiff, 1938)
Die HMS Sikh (F82) war ein Zerstörer der (zweiten) Tribal-Klasse der Royal Navy, der 1938 in Dienst kam. Nach Einsätzen vor Norwegen, im Atlantik und im Mittelmeer ging der Zerstörer im September 1942 vor der libyschen Küste verloren, als er bei der Aufnahme eines Kommandotrupps von einem deutschen Flakgeschütz (Flak-Abt. I./43 (Major Wegener)) versenkt wurde.

## Geschichte des Zerstörers
Der Zerstörer gehörte zum zweiten Bauauftrag für Zerstörer der Tribal-Klasse, den die Royal Navy schon drei Monate nach dem ersten Auftrag im Juni 1936 erteilte. Ende September erfolgte die Kiellegung des Neubaus N°553. Nach dem Stapellauf am 17. Dezember 1937 auf der Werft Alexander Stephen and Sons in Glasgow wurde die Sikh am 12. Oktober 1938 als fünftes Schiff der Klasse in Dienst gestellt. Namensgeber war die indische Volksgruppe der Sikh. Diesen Namen hatte zuvor schon ein 1918 bei Fairfield gebauter Zerstörer der S-Klasse getragen, der schon 1927 verschrottet wurde, sowie vor der Jahrhundertwende ein in Indien eingesetztes Torpedoboot.
Die Probefahrten und das Einfahren der Besatzung wurden am 15. November unterbrochen, um den Rumänischen König Carol und Kronprinz Michael von Boulogne nach Dover zu bringen, die zu einem offiziellen Besuch nach Großbritannien kamen. Am 18. traten beide den Rückweg über den Kanal auch auf der Sikh an.
Dann verlegte die Sikh ins Mittelmeer zur „1st Tribal Destroyer Flotilla“, wo sie am 12. Dezember in Malta eintraf und zur Flottille trat, der sie bis zum Kriegsausbruch angehörte.
Nach Übungen mit der Home Fleet und der Mittelmeerflotte von der Basis Gibraltar trat der Zerstörer im April zu den Einheiten der internationalen Seekontrolle und evakuierte am 21. März Flüchtlinge aus Cartagena nach Marseille.

Im April wurde die „Tribal Flotilla“ in „4. Zerstörerflottille“ umbenannt, die ab Mai bis Juli mit der Mittelmeerflotte Übungen und Besuche im östlichen Mittelmeer absolvierte. Die Ägäis wurde auch in Hinblick auf einen möglichen Krieg mit Italien als Übungsgebiet gewählt.

### Kriegseinsätze
Als der Krieg mit Deutschland ausbrach, befand sich die Sikh in Alexandria und verlegte mit den Schwesterschiffen Afridi, Gurkha und Mohawk am 3. September 1939 in das Rote Meer. Die Zerstörer klärten die Küsten von Italienisch-Ostafrika bis nach Somaliland auf.
Die Sikh wurde bald nach Alexandria zurückverlegt, um die Schifffahrt im östlichen Mittelmeer zu kontrollieren. Ab dem 5. Oktober fiel die Sikh wegen Schäden an den Turbinenblättern aus und wurde in Malta repariert. Der Forderung nach einer Rückkehr des Schiffes nach Großbritannien konnte die Sikh erst im Dezember folgen, als sie vom 16. bis zum 26. nach Chatham verlegte, wo sie wieder in die Werft ging. Erst im Februar 1940 war das Schiff wieder einsatzbereit. Am 7. April ging sie mit fünf Schwesterschiffen, zwei Zerstörern der K-Klasse und den drei polnischen Zerstörern Grom, Błyskawica und Burza sowie dem Leichten Kreuzer Galatea in See nach ersten Meldungen über Bewegungen der Kriegsmarine entlang der norwegischen Küste (Unternehmen Weserübung, Beginn der Besetzung Norwegens). Am 9. gab es auf See ein Zusammentreffen dieses Verbandes mit den Kreuzern Manchester, Glasgow, Sheffield und Southampton sowie drei weiteren Tribal-Zerstörern. In Fehleinschätzung der deutschen Stärke wurde ein Angriff auf die deutschen Landungskräfte aufgegeben. Die rückmarschierenden Einheiten wurden südwestlich von Bergen von 47 Junkers Ju 88 des KG 30 und 41 Heinkel He 111 des KG 26 aus der Luft angegriffen. Der Tribal-Zerstörer Gurkha wurde versenkt, das inzwischen eingetroffene Schlachtschiff Rodney erhielt einen Treffer und die Kreuzer Southampton und Glasgow wurden durch Nahtreffer leicht beschädigt. Die Sikh gehörte zu den Einheiten (zwei Kreuzer, sechs Tribals), die nach dem Auffüllen der Treibstoffvorräte und der Munitionsbestände sofort aus Scapa Flow wieder nach Norwegen zurückkehrten und nach der Aufklärung der Situation die Landung alliierter Truppen in Namsos am 17. unterstützen sollten. Die britischen Einheiten wurden dabei immer wieder aus der Luft angegriffen.

Am 30. April 1940 evakuierte die Sikh mit dem alten Zerstörer Wanderer Truppen aus Åndalsnes. Sie musste die aufgelaufene Wanderer wieder frei schleppen und unterstützte anschließend den Kreuzer Southampton bei weiteren Evakuierungen. Am 1. Mai verließ die Sikh mit 120 Heeressoldaten an Bord das Kampfgebiet. Am 3./4. Mai 1940 machte sie dann mit dem Schwesterschiff Tartar und den französischen Zerstörern Tartu, Chevalier Paul und Milan einen erfolglosen Vorstoß ins Skagerrak.
In den folgenden Monaten war der Zerstörer meist im britischen Küstengebiet im Einsatz, hatte aber auch etliche Werftaufenthalte, oft wegen leichterer Kollisionen. Ab Anfang Januar bis Mitte April 1941 erfolgte eine größere Instandsetzung, bei der das Schiff erstmals ein Radargerät erhielt, das sich aber nicht bewährte. Gleichzeitig wurde auf der hinteren überhöhten Position ein 102-mm-Mk.XVI-Dual-Purpose-Zwillingsgeschütz an Stelle der 120-mm-Doppellafette eingebaut (Standardänderung bei allen Schiffen der Klasse).
Nach einer erneuten Trainingsphase wurde die Sikh am 21. Mai 1941 der Sicherung des Truppentransportergeleits WS 8B zugeteilt, dem der alte Luftabwehrkreuzer Cairo, die Schwesterschiffe Cossack, Maori und Zulu, die polnische Piorun sowie die kanadischen Zerstörer Restigouche und Ottawa angehörten.
Am 26. wurden die Sikh mit ihren Schwesterschiffen und der Piorun vom Geleitzug abgezogen, um an der Verfolgung des deutschen Schlachtschiffs Bismarck teilzunehmen (siehe auch: Unternehmen Rheinübung). Die Bismarck war durch ein Catalina-Flugboot entdeckt, dann von dem Kreuzer Sheffield als Fühlungshalter beschattet und von den Swordfish-Torpedobombern des Flugzeugträgers Ark Royal torpediert und dadurch fast manövrierunfähig. Schließlich wurden die fünf Zerstörer zum Nachtangriff angesetzt. Die Piorun entdeckte das Schlachtschiff als erste und hielt Fühlung, bis die anderen in Angriffsposition standen. Die Sikh schoss eine Vierersalve Torpedos ohne Erfolg, auch die anderen Boote blieben erfolglos. Die Bismarck konnte ebenfalls keine Treffer erzielen, verschoss dabei viel Munition und konnte am nächsten Morgen von den Schlachtschiffen King George V und Rodney zusammengeschossen werden.
Danach verlegte das Schiff als Teil der Force H ins Mittelmeer. Am 13. Dezember 1941 versenkte die Sikh zusammen mit Legion, Maori und der niederländischen Issac Sweers in einem Gefecht nahe Kap Bon die als Benzintransporter eingesetzten italienischen Leichten Kreuzer Alberico di Barbiano und Alberto di Giussano.
Im März 1942 gehörte die Sikh zur Sicherungsgruppe des Versorgungskonvois MW 10 von Alexandria nach Malta. Die vier Transporter wurden durch den Flakkreuzer Carlisle und die 22. Zerstörerflottille gesichert, der auch noch die Zulu, Lively, Hero, Havock und Hasty angehörten. Das italienische Schlachtschiff Littorio konnte zeitweise den Konvoi beschießen, aber nur leichte Schäden bei den Einheiten der Sicherungs- wie der Deckungsgruppe erzielen. Die Transporter kamen bis Malta, wurden aber dort alle von der Luftwaffe versenkt oder beschädigt. Weniger als ein Fünftel der Ladung konnte an Land gebracht werden.
Am 4. August 1942 versenkte die Sikh zusammen mit Zulu und den Geleitzerstörern Croome und Tetcott vor Haifa das deutsche U-Boot U 372.

### Das Ende derSikh
In der Nacht zum 14. September 1942 deckten Sikh und Zulu eine Kommandooperation gegen Tobruk. Hierbei wurde die Sikh von als Küstenbatterie eingesetzten deutschen 8,8-cm-Flugabwehrkanonen schwer beschädigt. Das Schiff wurde durch das Schwesterschiff Zulu in Schlepp genommen, konnte letztendlich aber nicht über Wasser gehalten werden und sank bei 32° 5′ 52″ N, 24° 0′ 0″ O, wobei 115 Mann der Besatzung den Tod fanden. Die Zulu ereilte dasselbe Schicksal am folgenden Tag durch Luftangriffe.